# Monetăria din Vilnius
Monetăria din Vilnius (în lituaniană Vilniaus monetų kalykla) a fost monetăria principală a Marelui Ducat al Lituaniei care a bătut monede la Vilnius între anii 1387 și 1666 (cu întreruperi). Multe dintre monedele emise de Monetăria din Vilnius conțineau marcajele private ale Marelui Trezorier al Lituaniei (stemă și inițiale).

## Istorie
Se crede că primele monede au început să fie bătute în Marele Ducat al Lituaniei în timpul domniei marelui duce Algirdas (1345–1377) și au fost bătute din argint. Monedele de argint - denari, jumătăți de groși (półgrosz), groși - au fost bătute în mod sistematic de Monetăria din Vilnius în timpul marelui duce Alexandru (1492-1506).
Începând din secolul al XVI-lea au început să fie bătute monede din aur și cupru, dar în perioade diferite. Monetăria s-a aflat începând din 1546 pe actuala stradă Vokiečių din Vilnius. Mai târziu, au funcționat pe teritoriul Castelului Inferior din Vilnius o monetărie care bătea monede din aur și, în a doua jumătate a secolului al XVII-lea, o monetărie care bătea monede din cupru. Monetăria era administrată de un guvernator, asistat de un funcționar, care se ocupa de achiziția metalului, baterea monedelor și contabilitate și verifica, în plus, calitatea monedelor. Mai lucrau acolo, printre alții, meșteri turnători și gravori.
Taxa de concesiune a monetăriei era percepută încă din vremea marelui duce Ștefan Báthory al Lituaniei. Ea depindea inițial de numărul de monede bătute, iar din vremea marelui duce Sigismund al III-lea Vasa s-a plătit o sumă suplimentară de bani (700-800 de monede de aur; suma creștea dacă activitatea de emitere a monedelor era arendată).
Monedele Monetăriei din Vilnius au fost marcate până în 1569 cu stema Marelui Ducat al Lituaniei (Vytis), iar apoi, după încheierea Uniunii de la Lublin, cu stemele Marelui Ducat al Lituaniei și Regatului Poloniei. La mijlocul secolului al XVII-lea monedele au fost marcate uneori doar cu stema Marelui Ducat al Lituaniei, ca urmare a manifestării așa-numitului „separatism lituanian”.
Monetăria din Vilnius a fost închisă în 1666, iar de atunci nu au mai fost bătute monede pe teritoriul lituanian al Uniunii statale polono-lituaniene.
În timpul săpăturilor arheologice efectuate la sfârșitul secolului al XX-lea și începutul secolului al XX-lea s-au găsit dovezi materiale ale emiterii de monede la Vilnius.

## Guvernatorii monetăriei
- L. Chreptavičius (1495–1501)
- M. Glinskis (1501–1506)
- U. Hozė (1509–1529)
- episcopul Jonas (1535–1536)
- J. Liutomirskis (1546–1555)
- G. Tarla (1555–1565)
- V. Pšetočkis (1565–1571)
- S. Sabina (1581–1589)
- J. Isaikovskis (1591)
- M. Vorbekas (1652–1653)